# Dasygaster facilis
Dasygaster facilis là một loài bướm đêm trong họ Noctuidae.